# Ludwig Distel
Ludwig Distel (Norimberga, 6 maggio 1874 – Kiefersfelden, 6 agosto 1958) è stato un alpinista e insegnante tedesco, fu un membro dell'Associazione Alpina Accademica di Monaco di Baviera. Esploratore delle vette dei monti Wilder Kaiser partecipò alla due spedizione alpinistiche tedesche nella catena montuosa del Caucaso nel 1902 e del 1914.

## Biografia
Ludwig Distel attratto dallo sport alpinistico fin da giovane, si iscrisse al circolo degli alpinisti della sezione di Norimberga che, insieme a Hans Pfann, Georg Leuchs, Wilhelm Wunder, Übel, Herr e altri, a quel tempo costituivano il nucleo del giovane club sportivo. Studiò presso l'Università di Monaco di Baviera e, qui, Distel entrò a far parte dell'Associazione Alpina Accademica di Monaco di Baviera nel 1894.
Distel portò a termine le sue prime scalate nei monti del Kaiser, nei monti Drei Halten, sulla salita della parete nord est del Predigtstuhl e nel gruppo montuoso del Wetterstein. Eseguì la prima ascensione della parete nord dell'Hochwanner. Significative per quel periodo furono le sue difficili ascensioni invernali nel 1901 dell'Ackerlspitze e nel 1903 la prima ascensione invernale dello Zugspitze, partendo dall'Höllental. Il momento culminante della sua carriera alpinistica fu l'escursione nella catena montuosa del Caucaso nel 1903 con i suoi compagni di scalata Hans Pfann e Georg Leuchs, che comprendeva la famosa traversata di tre giorni delle vette dell'Ushba. 
Decisivo rimase per lui l'incontro con il geografo Erich Dagobert von Drygalski, il capo delle spedizioni polari tedesche del 1893 e del 1902, difatti quando costui nel 1905 fu nominato professore all'università di Monaco, scelse Distel come suo assistente. Distel compì la sua prima escursione che il nuovo professore di geografia all'Università di Monaco Drygalski fece con i suoi studenti sui monti Tauri. Le successive approfondite ricerche condotte in quest'area culminarono nella sua tesi di dottorato "Le forme delle alte valli alpine, in particolare nella regione degli Alti Tauri, e la loro relazione con l'era glaciale" stilata nel 1912. Dopo una seconda spedizione nel Caucaso nel 1914, Distel si laureò con una tesi sui suoi risultati scientifici, a cui seguirono numerose altre pubblicazioni, principalmente di natura glaciologica. Nominato professore associato di geografia all'Università di Monaco nel 1921, Distel intraprese una carriera di insegnante. Morì il 6 agosto 1958 e fu sepolto a Kufstein.

## Carriera alpinistica
- 1893 Ascensione dello Zugspitze partendo dal lago Eibsee, 2 962 m, (Wetterstein)
- 1896 Prima ascensione del Plankenstein tramite la "vecchia salita della parete sud", III grado di difficoltà, 1 765 m, (Alpi Bavaresi)
- 1896 Prima ascensione del Plankenstein tramite la "vecchia via della parete nord", III grado di difficoltà, 1 765 m, (Alpi Bavaresi)
- 1896 Prima traversata del Totenkessel, 2 344 m, (Wilder Kaiser)
- 1897 Prima ascensione del Großkarspitze meridionale, 2 289 m, (Karwendel)
- 1897 Prima ascensione del Großkarspitze di mezzo, 2 361 m, (Karwendel)
- 1897 Prima ascensione invernale del Großkarspitze di mezzo, 2 361 m, (Karwendel)
- 1897 Prima ascensione della cima principale del Plankenstein, percorrendo l'intera cresta est, III grado di difficoltà, 1 765 m, (Alpi Bavaresi)[16]
- 1897 Prima salita al Plankenstein e alla seconda torre della cresta est, III grado di difficoltà, (Alpi Bavaresi)
- 1897 Prima salita al Grosser Hundsstallkopf, 2 559 m, e traversata della cresta fino all'Hinterreintalschrofen, 2 674 m, e del Hochwanner, seguendo la "Cresta del diavolo", III grado di difficoltà, 2 746 m, (Wetterstein)
- 1897 Prima salita al Kalser Bärenkopf - percorso della cresta nordovest, 3 079 m, (Gruppo del Granatspitze, Alti Tauri)
- 1897 Prima salita all'Hohe Fürleg (Hochfilleck), percorso del versante sud detto la "variante", 2 570 m, (Karwendel)
- 1899 Prima salita al Predigtstuhl, percorso della parete nordest detto "Distel-Herr", IV+ grado di difficoltà, 320 m, 2 116 m, (Wilder Kaiser)[17]
- 1899 Primo tentativo sulla Törlwand con scalata da est tramite la "via normale", II grado di difficoltà, 140 metri, 2 197 m, (Wilder Kaiser)
- 1899 Prima traversata di cresta dalla Törlwand, 2 196 m, (Wilder Kaiser)
- 1899 Primo tentativo sulla parete sud-est del Treffauer tramite il percorso detto "Distel-Herr-Pfann", II grado di difficoltà, 700 chilometri, 2 304 m, (Wilder Kaiser)
- 1899 Primo tentativo sul Grosser Hundsstallkopf con partenza dal circo glaciale dell'Oberreintal, 2 338 m (Wetterstein)
- 1899 Primo tentativo sul Watzmann-Schönfeldscharte, con la traversata dall'Eisbachtal alla Wimbachtal, 1 979 m, (Alpi di Berchtesgaden)
- 1900 Primo tentativo sullo Zundernkopf settentrionale, III grado di difficoltà, 2 250 m, (Monti del Wetterstein)
- 1900 Prima salita dello Zundernkopf di mezzo, III grado di difficoltà, 2 324 m, (Wetterstein)
- 1900 Prima salita dello Zundernkopf settentrionale, 2 250 m, fino alla vetta del Zundernkopf meridionale, 2 400 m, (Wetterstein)
- 1900 Prima salita dello Zundernkopf meridionale, 2 400 m, (Wetterstein)
- 1900 Prima salita dello Jungfernkarkopf attraverso la cresta sud partendo dalla Jungfernkarscharte, 2 355 m, (Wetterstein)
- 1900 Prima salita del Piccolo Hundstallkopf attraverso la cresta sud, 2 338 m, (Wetterstein)
- 1901 Prima ascensione invernale dell'Ackerlspitze, 2 329 m, (Wilder Kaiser)
- 1902 Esplorazione del gruppo montuoso dell'Ushba, nel Caucaso
- 1903 Prima ascensione della cresta occidentale dello Zettenkaiser, 1 953 m, (Wilder Kaiser)
- 1903 Prima ascensione della parete sud-ovest del Geiselstein, III grado di difficoltà, 100 m di dislivello, 1 884 m, (Alpi dell'Ammergau)
- 1903 Prima ascensione invernale dello Zugspitze partendo dall'Höllental, 2 962 m, (Wetterstein)
- 1903 Prima traversata della cima nord dell'Ushba, 4 698 m alla sua cima sud di 4 737 m, del ghiacciaio dell'Uschba, dell'altopiano dell'Uschba con discesa finale tramite la via detta di "Schulze"
- 1903 Prima ascensione del Bscheduch Tau, 4 371 m, (Caucaso)
- 1904 Traversata delle Droites, 4 000 m, (zona del Monte Bianco)
- 1904 Salita del Totenkirchl, 2 193 m, (Wilder Kaiser)[18]
- 1904 Primo tentativo all'Hochwanner tramite la scalata della parete nord detta "Distel-Schulze-Weg", 2 744 m, (Wetterstein)
- 1904 Primo tentativo all'Hoher Gaif percorrendo la cresta est completamente, II-III grado di difficoltà, 2 288 m, (Wetterstein)[19]
- 1904 Primo tentativo al Kaltwasserkarspitze tramite la scalata della parete nord, IV grado, 2 733 m, (Karwendel)
- 1914 Partecipazione alla seconda spedizione alpinistica nel Caucaso[20][21]